# Rtiščevo
Rtiščevo (ruski: Ртищево) je grad u Saratovskoj oblasti u Rusiji, 214 km sjeverozapadno od Saratova. Nalazi se na 52,15° sjever i 43,47° istok.
Broj stanovnika: 43.300 (2007.)
Gradski status je stekao 1920. godine.
Narodni heroj Jugoslavije Boris Kalinkin rođen je 1913. godine u Rtiščevu.